# 2002年冬季奥林匹克运动会立陶宛代表团
2002年冬季奧林匹克運動會立陶宛代表團是立陶宛所派出的2002年冬季奧林匹克運動會代表團。該國共派出8名運動員參加3個大項的比賽。

## 外部來源
- Official Olympic Reports